# Будзіш
Будзіш (пол. Budzisz) — річка в Польщі, у Дембицькому повіту Підкарпатського воєводства. Права притока Вислоки, (басейн Балтійського моря).

## Опис
Довжина річки приблизно 11,40 км, найкоротша відстань між витоком і гирлом — 8,74  км, коефіцієнт звивистості річки — 1,31 . Формується безіменними струмками.

## Розташування
Бере початок на південно-східній околиці міста Дембиця. Тече переважно на північний схід через Пустиню, Козлув і впадає у річку Вислоку, праву притоку Вісли.

## Цікавий факт
- Річку перетинає автошлях А4.